# Ruta Provincial E 94 (Córdoba)
La Ruta Provincial E-94 es una vía de tránsito de jurisdicción provincial ubicada en la República Argentina, cuyo trazado discurre en el norte de la Provincia de Córdoba, Departamento Río Seco. Tiene una extensión aproximada de 21 km y el 100% de su traza está asfaltada.

Inicia su recorrido, en el km 104 de la  RP 22 , y finaliza en el km 859 de la  RN 9 Norte , en la localidad de Rayo Cortado.

A través de ella, se puede acceder a la localidad de San Francisco del Chañar, cabecera del Departamento Sobremonte.

## Localidades
En su derrotero, esta ruta atraviesa una sola comuna: Chañar Viejo (150 hab.).